# Amtsgericht Birstein

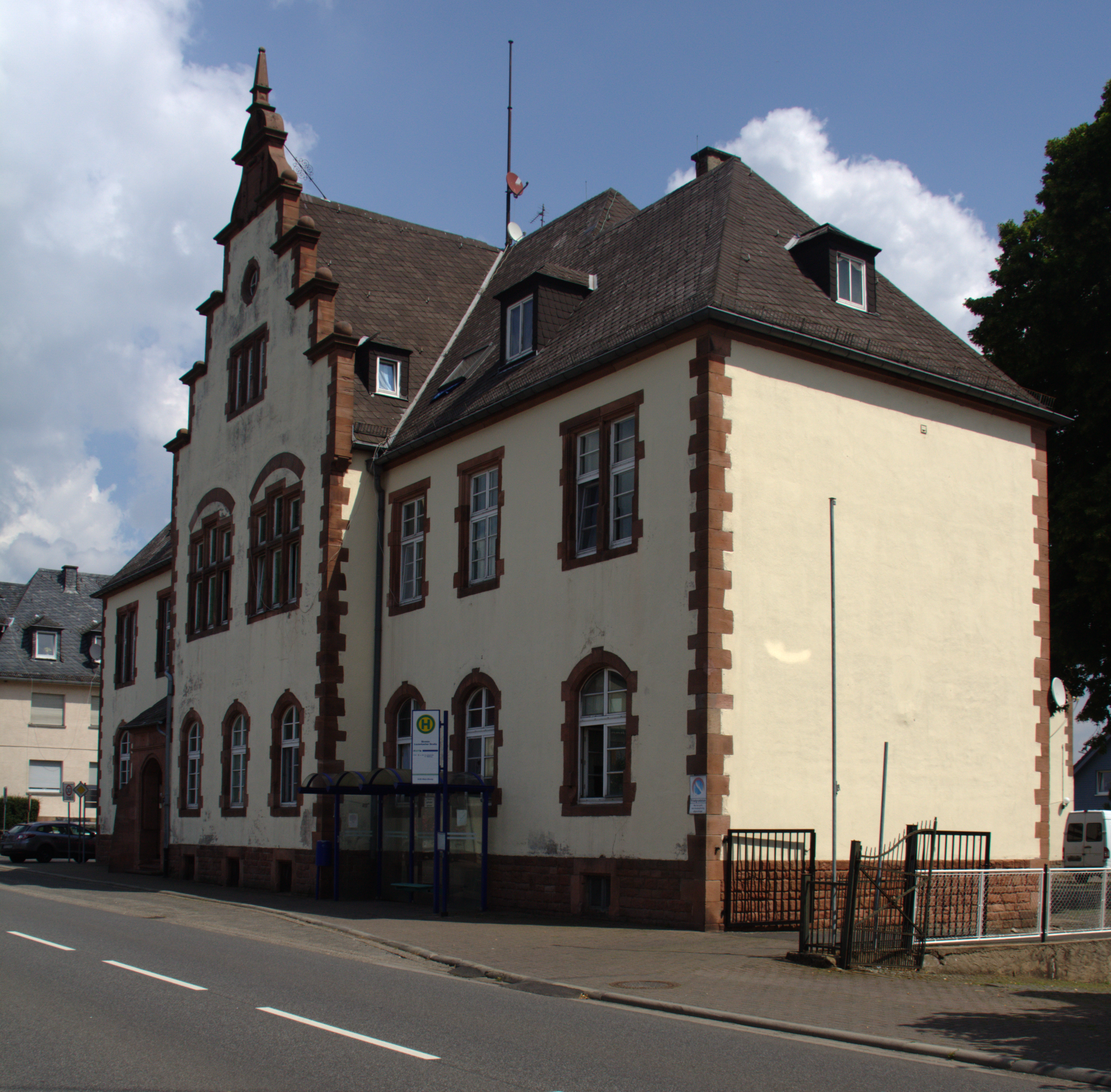
Ehem. Amtsgericht Birstein (2014)

Das Amtsgericht Birstein war ein preußisches Amtsgericht mit Sitz in Birstein.

## Vorgeschichte
In Kurhessen erfolgte 1821 die Trennung der Rechtsprechung von der Verwaltung und für die Rechtsprechung wurden Justizämter, darunter das Justizamt Birstein, eingerichtet. Es war dem Obergericht für die Provinz Hanau zugeordnet.

## Geschichte
Mit der Annexion Kurhessens durch Preußen 1866 wurden in der neuen Provinz Hessen-Nassau Amtsgerichte eingerichtet. Das Justizamt Birstein wurde entsprechend in das Amtsgericht Birstein umgewandelt. Es war dem Kreisgericht Hanau zugeordnet. Mit der Einführung der Reichsjustizgesetze entstanden 1879 reichsweit einheitlich Amtsgerichte. Das Amtsgericht Birstein behielt damit seinen Namen und erhielt die neuen Funktionen. Es war nun eines der 22 Amtsgerichte im Bezirk des Landgerichtes Hanau. Am Gericht bestand eine Richterstelle. Es war damit ein kleines Amtsgericht im Landgerichtsbezirk. Gerichtstage wurden in Hettersroth und Unterreichenbach gehalten. Sein Gerichtsbezirk umfasste aus dem Kreis Gelnhausen die Gemeindebezirke Birstein, Bösgesäß (preußischer Anteil), Fischborn, Hettersroth und Höfen, Katholisch-Willenroth, Kirchbracht, Lichenroth, Mauswinkel, Oberreichenbach, Obersotzbach, Radmühl (preußischer Anteil), Unterreichenbach, Untersotzbach, Völzberg, Wettges und Wüstwillenroth. In der Weltwirtschaftskrise wurden 60 Amtsgerichte als Folge von Sparverordnungen aufgehoben. Mit der Verordnung über die Aufhebung von Amtsgerichten vom 30. Juli 1932 wurde das Amtsgericht Birstein zum 1. Oktober 1932 aufgehoben und sein Sprengel dem Amtsgericht Wächtersbach zugeordnet.

## Gerichtsgebäude
Das Amtsgerichtsgebäude (Lauterbacher Straße 4) wurde 1902/03 erbaut. Es steht als Kulturdenkmal unter Denkmalschutz.